# Sillage
Sillage je komiks, který je v Česku známý pod názvem Meteor. Jedná se o kreslený sci-fi komiks francouzského kreslíře Philippe Bucheta a scenáristy Jean-David Morvana. Hlavní postavou celé série je Nävis, zelenooká pohledná divoška. Díky komiksové sérii o mladé a nadějné lidské agentce ve službách Meteoru (koloniích mimozemšťanů) poznáte, že i cizí stvoření mají stejnou duši jako člověk. Zatím vyšlo 16 dílů (6 česky):

## Meteor
(Morvan & Buchet + Lerolle)
- Meteor 1 – Než bude pozdě (À feu et à cendres)
- Meteor 2 – Soukromá sbírka (Collection privée)
- Meteor 3 – V osidlech revoluce (Engrenages)!
- Meteor 4 – Znamení démona (Les signes des démons)
- Meteor 5 – Atentát ( J.v.j.)
- Meteor 6 – Dokonalé stroje (Artifices)

- Sillage 7 – Q.H.I
- Sillage 8 – Nature humaine
- Sillage 9 – Infiltrations
- Sillage 10 – Retour de Flammes
- Sillage 11 – Le monde flottant
- Sillage 12 – Zone franche
- Sillage 13 – Dérapage contrôlé
- Sillage 14 – Liquidation Totale (2011)
- Sillage 15 – Chasse gardée (2012)
- Sillage 16 – Liés par le sang (2013)
- Sillage 17 – Grands Froids (2014)
- Sillage 18 – Psycholocauste (2015)
- Sillage 19 – Temps mort (9/2016)
- Sillage 20 – Mise à jour (4/2019)
- Sillage 21 - Exfiltration (1/2022)
- Sillage 22 - Transfert (1/2023)

- Sillage HS – Le collectionneur
- ArtBook – BlockBuster
- ArtBook – 1000 Nävis

- Sillage Premières Armes:
  - 1: Esprit d'équipe (6/2014)
  - 2: Vitesse-de-croix (10/2020)

## SpinOffs

### Nävis
(Morvan & Buchet + Munuera + Lerolle)
- Nävis 1 – Huoyo
- Nävis 2 – Girodouss
- Nävis 3 – Latitzoury
- Nävis 4 – Il vous reste de l'énergie?
- Nävis 5 – Princesse Nävis

### Chroniques de Sillage
(Collectif)
- Volume 1
- Volume 2
- Volume 3
- Volume 4
- Volume 5

(od různých malířů)